# Ballhausplatz 2
Le Ballhausplatz 2 est la résidence officielle du chancelier fédéral de la république d'Autriche et le siège de la chancellerie fédérale rassemblant l'ensemble des services placés sous son autorité. Le bâtiment se trouve sur la Ballhausplatz dans le premier arrondissement de Vienne, juste en face du château de Hofburg. 
Le bâtiment a été construit de 1717 à 1719 et a abrité le congrès de Vienne de 1814 à 1815. Siège de la chancellerie depuis l'instauration de la Première République en 1918/1920, der Ballhausplatz est l’une des adresses les plus célèbres de Vienne et le centre du gouvernement autrichien, physiquement et politiquement. 

## Histoire

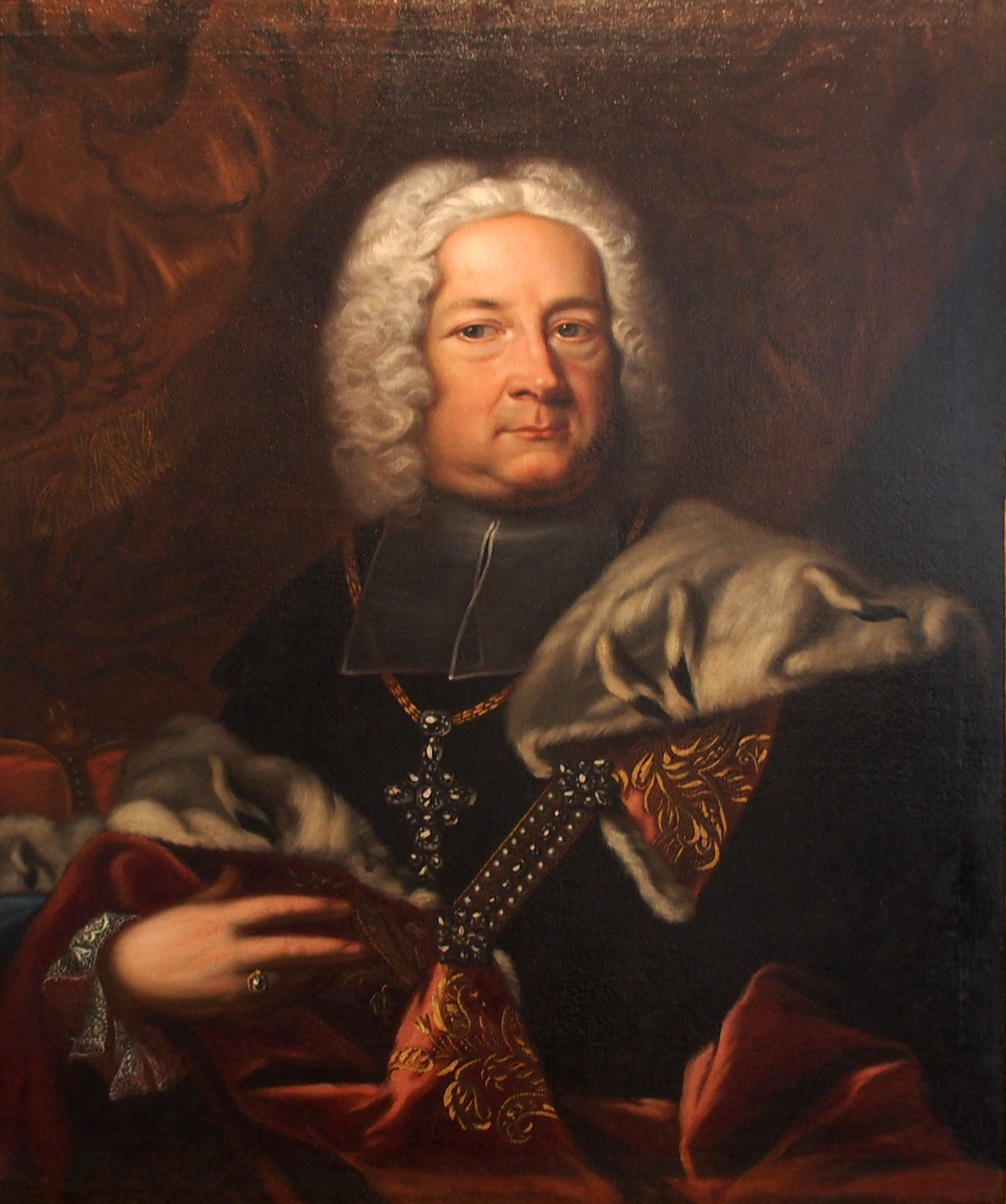
Frédéric-Charles de Schönborn, portrait par Johann Gottfried Auerbach (vers 1730).

Le complexe de style baroque réalisé sur projet de l'architecte Lukas von Hildebrandt (1668-1745) était initialement le siège de la Geheime Hofkanzlei (« chancellerie secrète de la cour ») à côté de la Hofburg, la résidence d'hiver de la famille impériale des Habsbourg. À cette époque, le bâtiment était le siège officiel du comte Frédéric-Charles de Schönborn-Buchheim (1674-1746) qui en 1705 avait repris la fonction du vice-chancelier, en tant que suppléant permanent de son oncle Lothar Franz von Schönborn, électeur de Mayence et archichancelier du Saint-Empire. Par son ami le prince Eugène de Savoie il a fait la connaissance de von Hildebrandt qui construisit plusieurs résidences de la famille de Schönborn, dont le château Weissenstein en Franconie.
Ballhausplatz 2 a joué un rôle important dans la politique européenne pendant plus de 250 ans. De ce e bâtiment, le prince Wenceslas Antoine de Kaunitz (1711-1794) exerça la fonction de chancelier de cour et d’État des Habsbourg-Lorraine dès l'an 1753, au service de l'impératrice Marie-Thérès et de ses fils Joseph II et Léopold II. Sous son égide, l'immeuble a été converti en 1766 selon les plans de Nicolò Pacassi. À partir de 1809, der Ballhausplatz est l'endroit où le prince Klemens Wenzel de Metternich, nommé chancelier d'État en 1821, dirigea le destin des affaires étrangères de l'empire d'Autriche jusqu'à la révolution de 1848. C'est là qu'il a organisé le congrès de Vienne, qui a eu lieu après la défaite de Napoléon Bonaparte en 1814 et a abouti à la « balance du pouvoir »,. 
L'édifice a été élargi en 1881 et à nouveau en 1902 lorsque, la Haus-, Hof-, und Staatsarchiv (aujourd'hui les Archives d’État autrichiennes) ont été ajoutés sur le site de l'ancien monastère franciscain, à côté de l'église des Minimes. La façade principale est quasiment restée la même depuis sa construction par von Hildebrandt. Jusqu'à la démission de l'empereur Charles Ier le 11 novembre 1918, Ballhausplatz 2 fut le siège du ministère des affaires étrangères, l'un des trois k. u. k. ministères pour gérer les « affaires communes[pas clair] » de la double monarchie d'Autriche-Hongrie depuis le Compromis de 1867. C'est là qu'en 1882 le ministre Gusztáv Kálnoky a préparé la conclusion de la Triplice avec l'Empire allemand et le royaume d'Italie provoquant l'alliance franco-russe dix ans après. Pendant la crise de juillet en 1914, le ministre Leopold Berchtold y a rédigé la déclaration de guerre au royaume de Serbie déclenchant la Première Guerre mondiale.
Lorsque l'Autriche-Hongrie s'écroule, le gouvernement de la république d'Autriche allemande sous la direction du chancelier Karl Renner, en fonction depuis le 30 octobre 1918, prend la charge des ministères. Les fonctions du chancelier et des ministres fédéraux sont confirmées par la Constitution fédérale de l’Autriche, notamment la Bundes-Verfassungsgesetz (B-VG) de 1920. La politique étrangère passe directement dans le ressort de la chancellerie, de sorte que l'ensemble des ministres des affaires étrangères de la Première République dépendaient de la chancellerie, voire étaient eux-mêmes chanceliers. Le 25 juillet 1934, le chancelier Engelbert Dollfuss est assassiné dans son bureau pendant une tentative de putsch des nazis. Son successeur, Kurt von Schuschnigg, y a prononcé son discours d'adieu juste avant que l'Autriche soit annexée par l'Allemagne nazie le 13 mars 1938. Les derniers mots de son discours sont devenus célèbres, « Gott schütze Österreich » (« Dieu protège l'Autriche »). Après cela, Arthur Seyss-Inquart y a pris fonction en qualité de Reichsstatthalter.
Le bâtiment a subi de lourds dommages lors de la Seconde Guerre mondiale en raison des bombardements aériens, mais a été réparé. Après la conquête de Vienne par l'Armée rouge en avril 1945 et la restauration de l'indépendance autrichienne, les bureaux de la chancellerie fédérale du gouvernement d'État provisoire, à nouveau sous la direction de Karl Renner, ont une fois de plus été installé.

## Structure
L'intérieur est richement décoré de stuc. Au premier étage se trouvent les bureaux du Chancelier fédéral, ceux des ministres fédéraux, et des salles de conférence. Le Gouvernement d'Autriche s'y réunit régulièrement pour les réunions du cabinet.

## Sources
- (de) Cet article est partiellement ou en totalité issu de l’article de Wikipédia en allemand intitulé « Ballhausplatz » (voir la liste des auteurs).

## Compléments